# 1308
1308 (MCCCVIII) е била високосна година, започваща в понеделник от Юлианския календар.

## Събития
- 25 януари – крал Едуард II се жени за Изабела Френска.
- 25 февруари – крал Едуард II и Изабела Френска са коронясани.
- 28 декември – император Ханазоно се изкачва на трона на Япония

## Родени
- Лонгченпа – будистки учител (у. 1363)
- Принц Мориоши, японски шогун (у. 1335)

## Починали
- 1 май – Албрехт I, херцог на Австрия (убит) (р. 1255)
- 10 септември – Го-Ниджо, японски император (р. 1285)
- 8 ноември – Дунс Скот, шотландски философ (р. 1256)
- 16 декември – Чан Нян Тонг, виетнамски император и будистки философ (р. 1258)